# Pithecellobium brevipes
Pithecellobium brevipes là một loài thực vật có hoa trong họ Đậu. Loài này được (K. Schum.) Mohlenbr. miêu tả khoa học đầu tiên năm 1966.